# Сьнекози
Сьнекози (пол. Śniekozy) — село в Польщі, у гміні Клімонтув Сандомирського повіту Свентокшиського воєводства.
Населення — 80 осіб (2011).
У 1975-1998 роках село належало до Тарнобжезького воєводства.

## Демографія
Демографічна структура на день 31 березня 2011 року:
|          | Загалом | Допрацездатний вік | Працездатний вік | Постпрацездатний вік |
| -------- | ------- | ------------------ | ---------------- | -------------------- |
| Чоловіки | 42      | 10                 | 29               | 3                    |
| Жінки    | 38      | 9                  | 22               | 7                    |
| Разом    | 80      | 19                 | 51               | 10                   |